# Deutsche Notizschrift
Die Deutsche Notizschrift, kurz DENO, wurde von Georg Paucker (1910–1979) erfunden und 1966 erstmals veröffentlicht. 1987 erschien die 2. Auflage. Die DENO ist eine sehr leicht erlernbare Abbreviaturschrift, mit der die langschriftliche Geschwindigkeit nach Aussagen des Verfassers verdoppelt bis verdreifacht werden kann.
Diese Schrift ist – im Gegensatz zu Speedwriting mit ausschließlich verkürzten langschriftlichen Buchstabenzeichen – eine Mischung aus den Zeichen der Langschrift, also der herkömmlichen Schreibschrift, und aus stenografischen Zeichen. Das Regelwerk ist auf die stenografischen Kürzungsgrundsätze ausgerichtet.

## Mitlautdarstellung
Die Mitlaute bestehen überwiegend aus den Zeichen der Langschrift. Völlig unverändert wurden d, l, q, x und y übernommen. Bei anderen Mitlautzeichen gibt es verschiedene Einsparungen von Schriftzügen und Vereinfachungen. So läuft z. B. beim n der letzte Abstrich nicht rund, sondern spitz aus. B, h und k verlieren am Wortanfang die Schleife. Das t verliert den Querstrich. Etliche Mitlaute und Mitlautfolgen wie f, g, m, sch, schw, t am Wortende nach Mitlauten, w, zw, sind dagegen eigene stenografische Zeichen, die, wenn auch in anderer Bedeutung (außer m) auch in der Deutschen Einheitskurzschrift vorkommen.

## Selbstlautdarstellung
Die Selbstlaute werden, wenn auf sie ein Mitlaut folgt, wie in der Deutschen Einheitskurzschrift durch verschiedene Verbindungsweiten sowie Hoch- und Tiefstellung symbolisch angedeutet. Verstärkungen gibt es keine, da diese bei der Verwendung des Kugelschreibers für die meisten Schreiber hinderlich und schreibhemmend sind.
Es gibt sechs Selbstlautsinnbilder: enge Verbindungsweite für e, ä und ö; weite Verbindung für a; enge Verbindung und Hochstellung für  i und ü; weite Verbindung und Hochstellung für ei, ai, eu und äu; enge Verbindung und Tiefstellung für u und au; weite Verbindung und Tiefstellung für o. Bei den seltenen Fällen der Verwechslungsgefahr dienen zur Unterscheidung über- oder untergesetzte Striche. Wenn auf einen Selbstlaut kein Mitlaut folgt, wird er buchstäblich dargestellt, in bestimmten Fällen auch weggelassen.

## Kürzel
Für die häufigsten Wörter gibt es etwa 50 Kürzel, d. h. Zeichen für die statistisch häufigsten Wörter, Vor- und Nachsilben. Viele davon sind langschriftliche Zeichen, andere dagegen sind stenografischer Natur. So wird z. B. das Kürzel für die Lautfolge en am Wortende aus dem System Stolze-Schrey entnommen. Außerdem gibt es noch eine Reihe von Auslassungsregeln für bestimmte Laute, Silben und Wortteile.

## Rechtschreibung
Die Rechtschreibung ist typisch stenografisch. So entfällt z. B. die  Mitlautverdopplung, die Großschreibung und das Dehnungs-h. Zur besonderen Unterscheidung bei Verwechslungsgefahr werden Striche über oder unter den Laut gesetzt. Jedoch macht der Zusammenhang diese Unterscheidungszeichen so gut wie immer überflüssig.

## Weitere Verkürzungen
Der Anhang des Lehrbuchs der Deutschen Notizschrift zeigt noch einige weitere Verkürzungen. Dabei handelt es sich stenografisch ausgedrückt um „wahlfreie“ Kürzungen. Es ist dem Anwender jedoch freigestellt, ob und in welchem Umfang er sie verwendet. So werden z. B. auch für d, h und n echte stenografische Zeichen an Stelle der auch systemrichtigen langschriftlichen Zeichen angeboten.

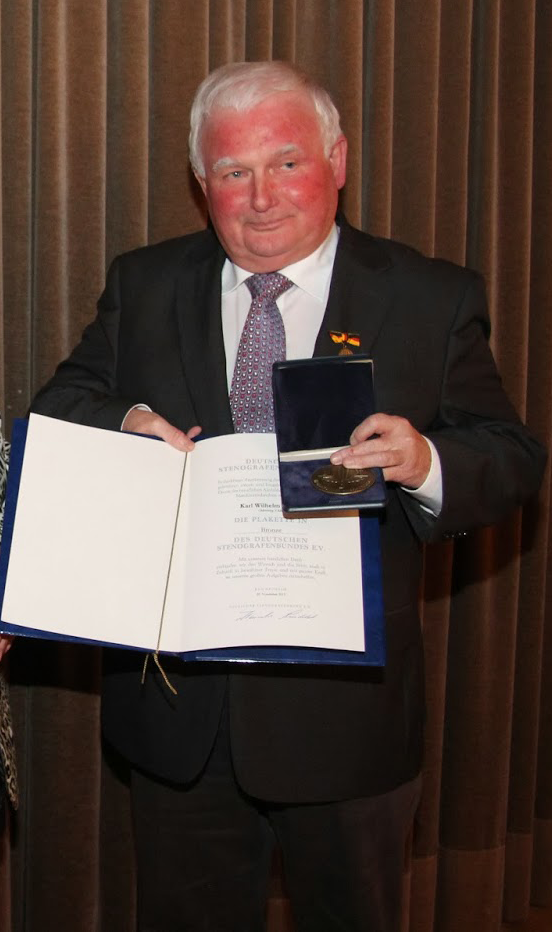
Karl Wilhelm Henke

## Neue Notizschrift
Die Neue Notizschrift, eine weitere Abbreviaturschrift, die ebenfalls eine Vermischung von Langschrift und Stenografie ist, wurde vom damaligen Präsidenten des Deutschen Stenografenbundes E. V. Karl Wilhelm Henke und dem damaligen Vizepräsidenten Konrad Weber entwickelt und 2002 veröffentlicht. Diese Neue Notizschrift hat einen höheren Langschriftanteil und ist im stenografischen Anteil fast völlig auf die Deutsche Einheitskurzschrift ausgerichtet, jedoch mit viel einfacherem Regelwerk.